# Języki tsimshian

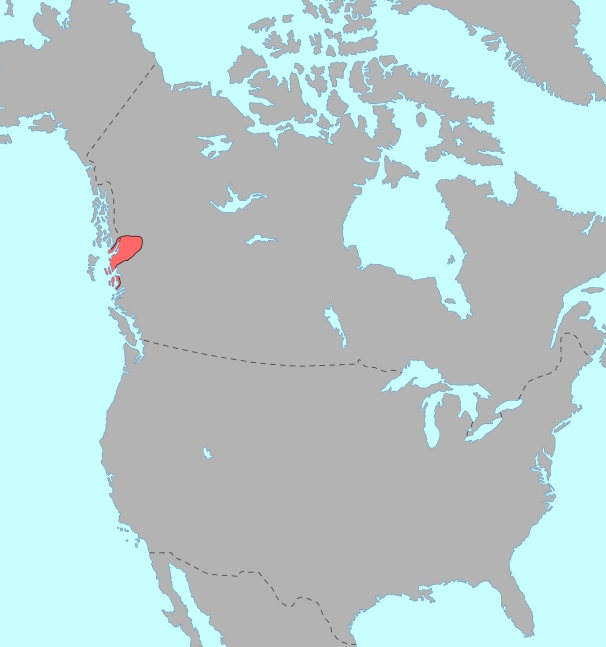
Zasięg języków tsimshian

Języki tsimshian – mała rodzina języków penutiańskich, używanych przez Indian w północno-zachodniej części Kolumbii Brytyjskiej w Kanadzie. Wszystkie języki tsimshian są zagrożone.
Rodzina ta składa się z dwóch grup: języki nass-gitxsan i języki tsimshian.
Języki nass-gitxsan:
- Język nisga’a (Nisg̱a’a)
- Język gitxsan (Gitxsanimaax)

Języki tsimshian:
- Język wybrzeżny tsimshian (Sm’algyax̣)
- Język południowy tsimshian (Sgüüx̣s) (†)